# The Yéh-Yéhs
The Yéh-Yéhs waren een Belgisch one-hit-wonder uit 1986.

## Geschiedenis
De groep was ontstaan als zijproject van het onderdeel De Hermannen van het programma Pop-Elektron. De groep bracht slechts één single uit, met name The 7 Kings of Rock & Roll (1986). Daarnaast traden ze dat jaar ook op Seaside op als surprise-act.
De groep stond eenmaal in de Top 50. Dit was op 16 augustus 1986 en bereikte toen een 37e plaats.

## Samenstelling
- Bart Peeters (zang, drums)
- Hugo Matthysen (gitaar, zang)
- Marcel Vanthilt (zang)
- Peter Celis (basgitaar, zang)

## Discografie
- The 7 Kings of Rock & Roll (1986)[3]